# Lekkoatletyka na Letnich Igrzyskach Paraolimpijskich 2012 – 200 metrów T44 kobiet
W biegu na 200 metrów kl. T44 kobiet podczas Letnich Igrzysk Paraolimpijskich 2012 rywalizowało ze sobą 10 zawodniczek. W konkursie udział wzięły zawodniczki z kończynami amputowanymi powyżej kolana.

## Wyniki

### Eliminacje

#### Bieg 1
| Miejsce | Zawodniczka      | Państwo         | Czas  | Uwagi |
| ------- | ---------------- | --------------- | ----- | ----- |
| 1.      | Marlou van Rhijn | Holandia        | 26.97 | Q     |
| 2.      | Katrin Green     | Niemcy          | 27.89 | Q     |
| 3.      | Sophie Kamlish   | Wielka Brytania | 29.62 | Q     |
| 4.      | Maya Nakanishi   | Japonia         | 30.10 |       |
|         | Seng Hon Thin    | Kambodża        | DQ    |       |

#### Bieg 2
| Miejsce | Zawodniczka         | Państwo           | Czas  | Uwagi |
| ------- | ------------------- | ----------------- | ----- | ----- |
| 1.      | Marie-Amélie le Fur | Francja           | 27.49 | Q     |
| 2.      | April Holmes        | Stany Zjednoczone | 28.49 | Q     |
| 3.      | Suzan Verduijn      | Holandia          | 28.92 | Q     |
| 4.      | Stef Reid           | Wielka Brytania   | 28.97 | q     |
| 5.      | Saki Takakuwa       | Japonia           | 29.37 | q     |

### Finał
| Miejsce | Zawodniczka         | Państwo           | Czas  | Uwagi |
| ------- | ------------------- | ----------------- | ----- | ----- |
|         | Marlou van Rhijn    | Holandia          | 26.18 | WR    |
|         | Marie-Amélie le Fur | Francja           | 26.76 |       |
|         | Katrin Green        | Niemcy            | 27.53 | PB    |
| 4.      | Stef Reid           | Wielka Brytania   | 28.62 | PB    |
| 5.      | Suzan Verduijn      | Holandia          | 28.74 | PB    |
| 6.      | Sophie Kamlish      | Wielka Brytania   | 29.08 | PB    |
| 7.      | Saki Takakuwa       | Japonia           | 29.71 |       |
|         | April Holmes        | Stany Zjednoczone | DNS   |       |